# Британска Девичанска Острва на Светском првенству у атлетици на отвореном 2013.
Британска Девичанска Острва су учествовала на Светском првенству у атлетици на отвореном 2013. одржаном у Москви од 10. до 18. августа четрнаести пут, односно учествовала су на свим првенствима до данас. Репрезентацију Британских Девичанских Острва представљале су три такмичарке које су се такмичиле у три дисциплине.
На овом првенству Британска Девичанска Острва нису освојила ниједну медаљу, нити је постигнут неки рекорд.

## Учесници
Жене:
- Тахесија Хараган-Скот — 100 м
- Karene King — 200 м
- Шантел Малон — Скок удаљ

## Резултати

### Жене
| Атлетичарка           | Дисциплина | Лични рекорд | Квалификације | Квалификације | Полуфинале            | Полуфинале            | Финале                | Финале       | Детаљи |
| Атлетичарка           | Дисциплина | Лични рекорд | Резултат      | Место         | Резултат              | Место                 | Резултат              | Место        | Детаљи |
| --------------------- | ---------- | ------------ | ------------- | ------------- | --------------------- | --------------------- | --------------------- | ------------ | ------ |
| Тахесија Хараган-Скот | 100 м      | 11,13        | 11,61         | 6. у гр 2     | Нису се квалификовале | Нису се квалификовале | Нису се квалификовале | 31 / 45 (46) |        |
| Karene King           | 200 м      | 23,24        | 23,97         | 7. у гр 7     | Нису се квалификовале | Нису се квалификовале | Нису се квалификовале | 39 / 46 / 50 |        |
| Шантел Малон          | Скок удаљ  | 6.65         | 6,40          | 12. у гр. А   |                       |                       | Није се квалификовала | 21 / 29 (31) |        |